# ۹۴۸ (خورشیدی)
۹۴۸ نهصد و چهل و هشتمین سال هجری خورشیدی است.